# Giovanni Gallucci

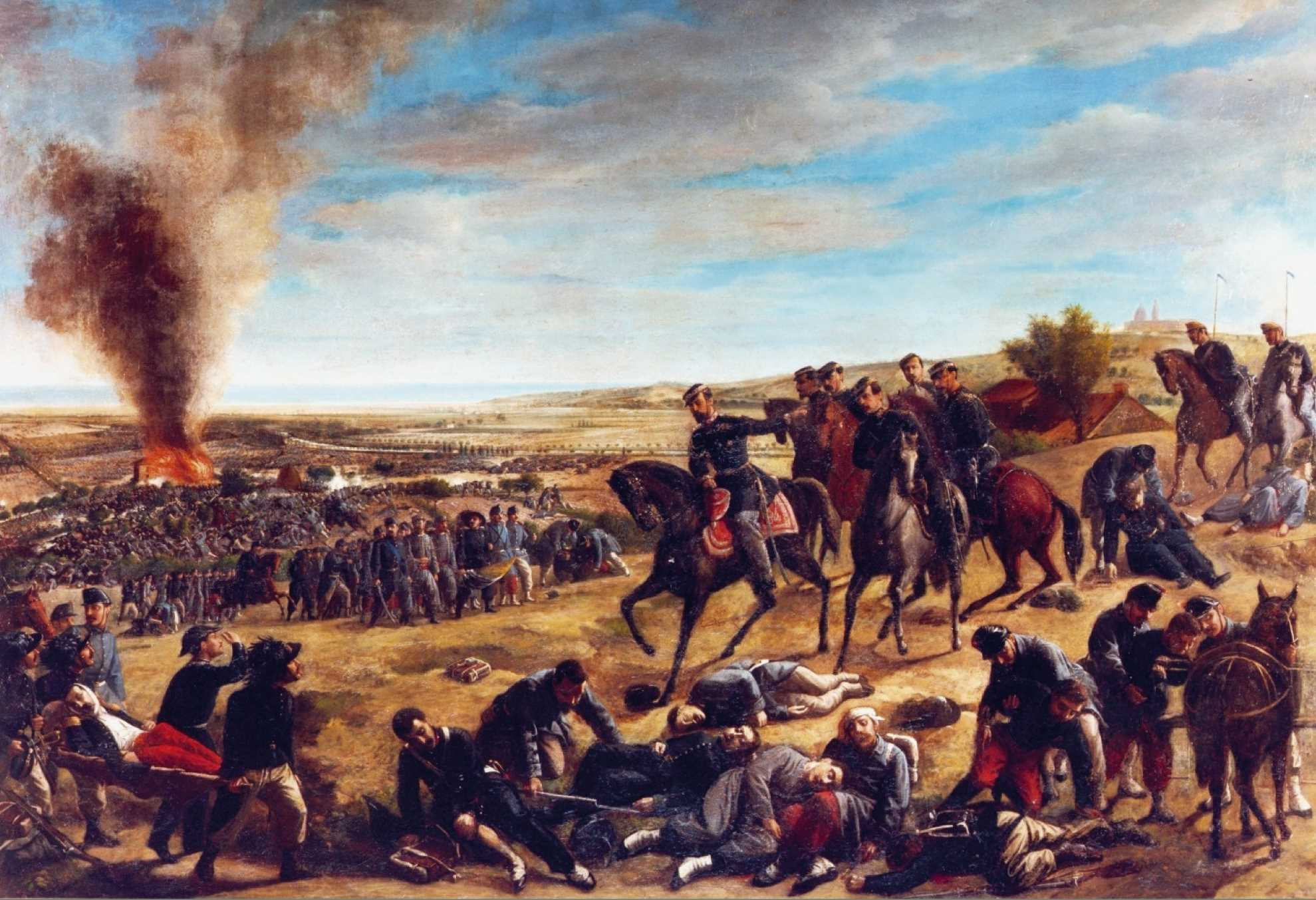
La battaglia di Castelfidardo, Giovanni Gallucci, 1867. Palazzo comunale di Ancona.

Giovanni Gallucci (Ancona, 1º dicembre 1815 – Ancona, 1885) è stato un pittore italiano.

## Biografia
Gallucci nacque ad Ancona nel 1815, da famiglia di medio alta condizione sociale. La sua formazione fu di carattere purista, studiando all'Accademia nazionale di San Luca a Roma come allievo di Tommaso Minardi, e stringendo buoni legami con il tedesco Friedrich Overbeck.
Morì ad Ancona all'età di settant'anni, nel 1885.

## Opere
Egli visse la maggior parte della sua vita ad Ancona. 
Fra le prime opere di rilievo c’è una copia parziale dell'Incoronazione di Raffaello esposta oggi nel municipio di Ancona. 
Collaborò a una raccolta di litografie tratte da opere di Tiziano, Andrea Lilli, il Guercino, Francesco Podesti. 
Realizzò inoltre pale d'altare per la chiesa del Buon Pastore ad Imola, per la cattedrale di Recanati (San Flaviano, L'Immacolata), per la vicina collegiata di Castel Nuovo (Ascensione di Maria). 
Per un periodo si trasferì a Tripoli, e intorno al 1882 a Malta dove fu attivo con affreschi, fra cui il ciclo con i Quattro Evangelisti e le Storie di San Giovanni Battista nella chiesa del Battista a Xewkija, presso Gozo.